# Ourea
Els ourea eren, segons la mitologia grega, els déus primigenis de les muntanyes, fills de Gea. Cada elevació destacada tenia la seva pròpia divinitat homònima (Atos, Etna, Olimp…), representada com un vell barbut. Són la part masculina de les nimfes de les muntanyes: les Orèades.